# Podbiokovlje
Podbiokovlje este o arie protejată (sit de importanță comunitară — SCI) din Croația întinsă pe o suprafață de 1.479,08 ha, integral pe uscat.

## Localizare
Centrul sitului Podbiokovlje este situat la coordonatele 43°15′49″N 17°04′12″E / 43.263579°N 17.069935°E.

## Înființare
Situl Podbiokovlje a fost declarat sit de importanță comunitară în iulie 2013 pentru a proteja 4 specii de animale.

## Biodiversitate
Situată în ecoregiunea mediteraneană, aria protejată conține 1 habitat natural: Peșteri inaccesibile publicului.
La baza desemnării sitului se află mai multe specii protejate:
- amfibieni (1): izvoraș-cu-burta-galbenă (Bombina variegata)
- mamifere (2): liliacul mare cu potcoavă (Rhinolophus ferrumequinum), liliacul mic cu potcoavă (Rhinolophus hipposideros)
- reptile (1): Elaphe situla